# Спачил, Карел
Ка́рел Спа́чил (чеш. Karel Spáčil; 18 мая 2003) — чешский футболист, защитник чешского клуба «Виктория».

## Клубная карьера
Спачил прошёл подготовку в системе клуба «Простеёв», где и начал свою футбольную карьеру. В дальнейшем играл в аренде за «Бланско» и снова за «Простеёв», после чего в 2024 году оказался в «Градец-Кралове». В феврале 2024 года он дебютировал в чемпионате Чехии и быстро закрепился в основном составе. По итогам сезона привлёк внимание «Виктории Пльзень», которая выкупила его контракт в январе 2025 года, оставив игрока в аренде до конца сезона.

## Карьера в сборной
С 2023 года Спачил начал вызываться в сборные Чехии разных возрастов. В 2024 году дебютировал за молодёжную сборную Чехии в официальных матчах. К началу 2025 года провёл несколько игр в рамках отборочного турнира к молодёжному чемпионату Европы.
5 июня 2025 года был включен в окончательную заявку молодёжной сборной на молодёжный чемпионат Европы 2025.